# Aplonis santovestris
Aplonis santovestris là một loài chim trong họ Sturnidae.